# Campeonato da Europa de Atletismo de 2014 - 1500 m masculino
A prova dos 1500 metros masculino do Campeonato da Europa de Atletismo de 2014 foi disputada entre os dias 15 e 17 de agosto de 2014 no Estádio Letzigrund em Zurique,  na Suíça.

## Recordes
Antes desta competição, os recordes mundiais e do campeonato nesta prova eram os seguintes:
|                       | Nome               | Nacionalidade | Tempo    | Local    | Data                |
| --------------------- | ------------------ | ------------- | -------- | -------- | ------------------- |
| Recorde mundial       | Hicham El Guerrouj | Marrocos      | 3m26s00  | Roma     | 14 de julho de 1998 |
| Recorde do campeonato | Fermín Cacho       | Espanha       | 3m35s 27 | Helsinki | 9 de agosto de 1994 |
| Recorde europeu       | Mo Farah           | Reino Unido   | 3m28s81  | Mônaco   | 19 de julho de 2013 |

## Medalhistas
| Ouro                              | Prata                     | Bronze             |
| Mahiedine Mekhissi-Benabbad (FRA) | Henrik Ingebrigtsen (NOR) | Chris O'Hare (GBR) |

## Cronograma
Todos os horários são locais (UTC+2).
| Data         | Hora  | Evento  |
| ------------ | ----- | ------- |
| 15 de agosto | 13:50 | Bateria |
| 17 de agosto | 17:05 | Final   |

## Resultados

### Bateria
Qualificação: 3 atletas de cada bateria  (Q) mais os  4 melhores qualificados (q).
| Posição | Raia | Atleta                      | Nacionalidade | Tempo   | Notas                |
| ------- | ---- | --------------------------- | ------------- | ------- | -------------------- |
| 1       | 2    | Chris O'Hare                | Grã-Bretanha  | 3:39.24 | Q                    |
| 2       | 1    | Henrik Ingebrigtsen         | Noruega       | 3:39.32 | Q                    |
| 3       | 1    | Charlie Grice               | Grã-Bretanha  | 3:39.41 | Q                    |
| 4       | 1    | Mahiedine Mekhissi-Benabbad | França        | 3:39.43 | Q                    |
| 5       | 1    | Tarik Moukrime              | Bélgica       | 3:39.50 | Q                    |
| 6       | 1    | Stanislav Maslov            | Ucrânia       | 3:39.63 | q                    |
| 7       | 1    | Jakub Holuša                | Chéquia       | 3:39.64 | q                    |
| 7       | 2    | Homiyu Tesfaye              | Alemanha      | 3:39.64 | Q                    |
| 9       | 1    | Ciarán Ó Lionáird           | Irlanda       | 3:39.79 | q                    |
| 10      | 2    | Timo Benitz                 | Alemanha      | 3:39.83 | Q                    |
| 11      | 2    | Paul Robinson               | Irlanda       | 3:39.83 | Q                    |
| 12      | 1    | Florian Orth                | Alemanha      | 3:39.99 | q                    |
| 13      | 2    | İlham Tanui Özbilen         | Turquia       | 3:40.09 |                      |
| 14      | 1    | Pieter-Jan Hannes           | Bélgica       | 3:40.34 |                      |
| 15      | 2    | Florian Carvalho            | França        | 3:40.39 |                      |
| 16      | 2    | Manuel Olmedo               | Espanha       | 3:40.48 |                      |
| 17      | 2    | Filip Ingebrigtsen          | Noruega       | 3:41.06 |                      |
| 18      | 1    | Goran Nava                  | Sérvia        | 3:41.43 |                      |
| 19      | 2    | Isaac Kimeli                | Bélgica       | 3:41.96 |                      |
| 20      | 2    | Andreas Bueno               | Dinamarca     | 3:42.06 |                      |
| 21      | 1    | Emanuel Rolim               | Portugal      | 3:42.22 |                      |
| 22      | 2    | Jan Hochstrasser            | Suíça         | 3:43.89 |                      |
| 23      | 2    | Dmitrijs Jurkevičs          | Letônia       | 3:45.92 | Recorde da temporada |
| 24      | 1    | Mohad Abdikadar Sheik Ali   | Itália        | 3:46.07 |                      |
| 25      | 1    | Adel Mechaal                | Espanha       | 3:47.60 |                      |
| 26      | 2    | Jonas Leandersson           | Suécia        | 3:49.64 |                      |
| 27      | 1    | John Travers                | Irlanda       | 3:49.73 |                      |
| 28      | 1    | Amine Khadiri               | Chipre        | 3:50.15 |                      |
| 29      | 2    | Soufiane El Kabbouri        | Itália        | 4:02.76 | q                    |
| 30      | 1    | Kelvin Gomez                | Gibraltar     | 4:05.71 |                      |
| 31      | 2    | David Bustos                | Espanha       | 4:21.39 | q                    |
| 32      | 2    | Andreas Vojta               | Áustria       | DSQ     |                      |

- O austríaco Andreas Vojta foi desclassificado por derrubar dois atletas no a meio da corrida. O espanhol David Bustos e o italiano Soufiane El Kabbouri foram classificados à final por decisão do árbitro [3]

### Final
| Posição           | Atleta                      | Nacionalidade | Tempo   | Notas |
| ----------------- | --------------------------- | ------------- | ------- | ----- |
| Medalha de ouro   | Mahiedine Mekhissi-Benabbad | França        | 3:45.60 |       |
| Medalha de prata  | Henrik Ingebrigtsen         | Noruega       | 3:46.10 |       |
| Medalha de bronze | Chris O'Hare                | Grã-Bretanha  | 3:46.18 |       |
| 4                 | Paul Robinson               | Irlanda       | 3:46.35 |       |
| 5                 | Homiyu Tesfaye              | Alemanha      | 3:46.46 |       |
| 6                 | David Bustos                | Espanha       | 3:46.92 |       |
| 7                 | Timo Benitz                 | Alemanha      | 3:47.26 |       |
| 8                 | Tarik Moukrime              | Bélgica       | 3:47.33 |       |
| 9                 | Soufiane El Kabbouri        | Itália        | 3:51.98 |       |
| 10                | Florian Orth                | Alemanha      | 3:54.35 |       |
| 11                | Stanislav Maslov            | Ucrânia       | 3:54.59 |       |
| 12                | Charlie Grice               | Grã-Bretanha  | 4:04.81 |       |
| 13                | Ciarán Ó Lionáird           | Irlanda       | DNF     |       |
| 14                | Jakub Holuša                | Chéquia       | DNS     |       |

Legenda
| Recorde mundial       | Recorde mundial (World record)               |                       | Recorde africano                      | Recorde africano (African) |                                           | Q | Classificado por posição (Qualified) |
| Recorde do campeonato | Recorde do campeonato (Championship record)  | Recorde da América    | Recorde da América (Americas)         | q                          | Classificado por melhor tempo (Qualified) |   |                                      |
| Melhor marca do ano   | Melhor marca do ano (World leading)          | Recorde asiático      | Recorde asiático (Asian)              | DNS                        | Não largou (Did not start)                |   |                                      |
| Recorde nacional      | Recorde nacional (National record)           | Recorde europeu       | Recorde europeu (European)            | DNF                        | Não terminou (Did not finish)             |   |                                      |
| Recorde pessoal       | Recorde pessoal do atleta (Personal best)    | Recorde da Oceania    | Recorde da Oceania (Oceania)          | DSQ / DQ                   | Desclassificado (Disqualified)            |   |                                      |
| Recorde da temporada  | Recorde da temporada do atleta (Season best) | Recorde sul-americano | Recorde sul-americano (South America) | NM                         | Sem marca (No mark)                       |   |                                      |